# Portland (Pennsylvania)
Portland is een plaats (borough) in de Amerikaanse staat Pennsylvania en valt bestuurlijk gezien onder Northampton County.

## Demografie
Bij de volkstelling in 2000 werd het aantal inwoners vastgesteld op 579.
In 2006 is het aantal inwoners door het United States Census Bureau geschat op 571, een daling van 8 (-1.4%).

## Geografie
Volgens het United States Census Bureau beslaat de plaats een oppervlakte van
1,4 km², waarvan 1,3 km² land en 0,1 km² water. Portland ligt op ongeveer 109 m boven zeeniveau.

## Plaatsen in de nabije omgeving
De onderstaande figuur toont nabijgelegen plaatsen in een straal van 12 km rond Portland.